# Blaxima rubripennis
Blaxima rubripennis là một loài bọ cánh cứng trong họ Cleridae. Loài này được Chevrolat miêu tả khoa học đầu tiên năm 1874.